# Exalphus biannulatus
Exalphus biannulatus là một loài bọ cánh cứng trong họ Cerambycidae.